# 1636 Porter
1636 Porter este un asteroid din centura principală, descoperit pe 23 ianuarie 1950, de Karl Reinmuth.